# Assedio di Pizzighettone
L’assedio di Pizzighettone è stato il primo scontro militare di una certa importanza combattuto in Italia del Nord nell'ambito della guerra di successione polacca.

## L'assedio
Truppe provenienti dal Regno di Francia e dal Regno di Sardegna arrivarono nei pressi della fortezza di Pizzighettone, nel Ducato di Milano (all'epoca posto sotto il dominio degli Asburgo) l'11 novembre 1733 e a partire dal 15 novembre assediarono lo cinsero d'assedio.
Il 30 novembre il comandante della guarnigione austriaca negoziò una resa, promettendo, in caso di mancati rinforzi, di ritirarsi verso Mantova entro il 9 dicembre.
Visto che non pervennero aiuti di sorta, la guarnigione austriaca si ritirò come previsto con tutti gli onori.